# Tillandsia brealitoensis
Tillandsia brealitoensis là một loài thực vật có hoa trong họ Bromeliaceae. Loài này được L.Hrom. miêu tả khoa học đầu tiên năm 1984.

## Hình ảnh

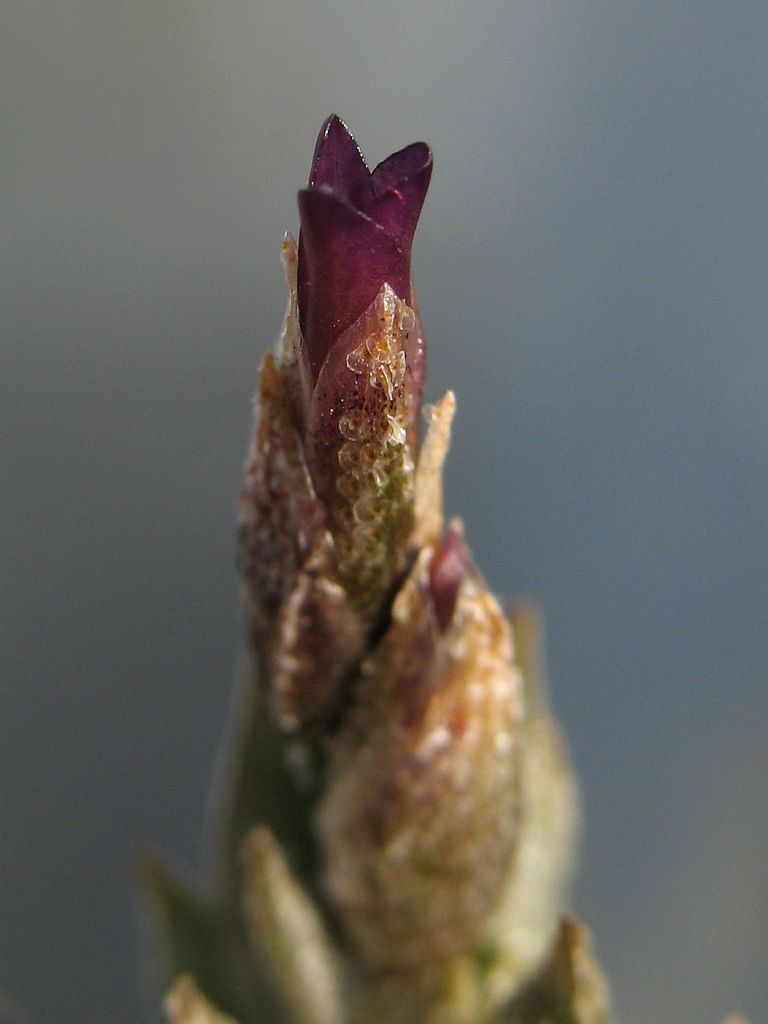
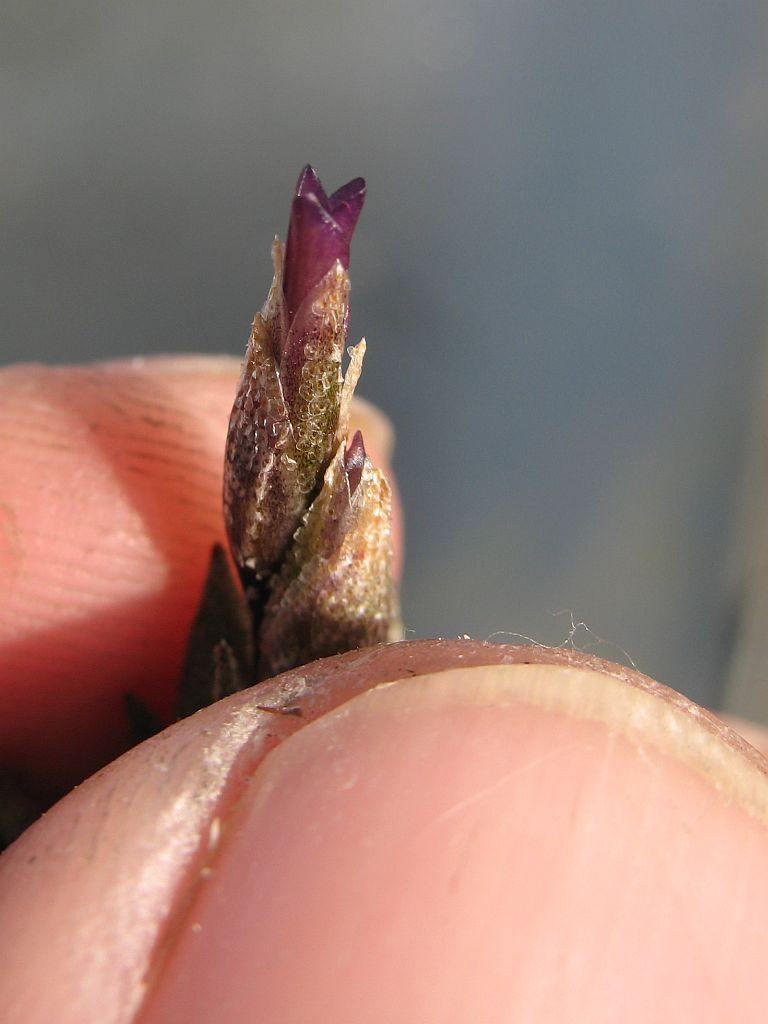